# Sorkheh Mehrī
Sorkheh Mehrī (persiska: سرخه مهری) är en ort i Iran.   Den ligger i provinsen Kermanshah, i den nordvästra delen av landet, 400 km väster om huvudstaden Teheran. Sorkheh Mehrī ligger 1 285 meter över havet och antalet invånare är 273.
Terrängen runt Sorkheh Mehrī är varierad.Runt Sorkheh Mehrī är det ganska tätbefolkat, med 58 invånare per kvadratkilometer. Närmaste större samhälle är Harsīn, 18,0 km söder om Sorkheh Mehrī. Omgivningarna runt Sorkheh Mehrī är i huvudsak ett öppet busklandskap.